# Thomas K. Müller

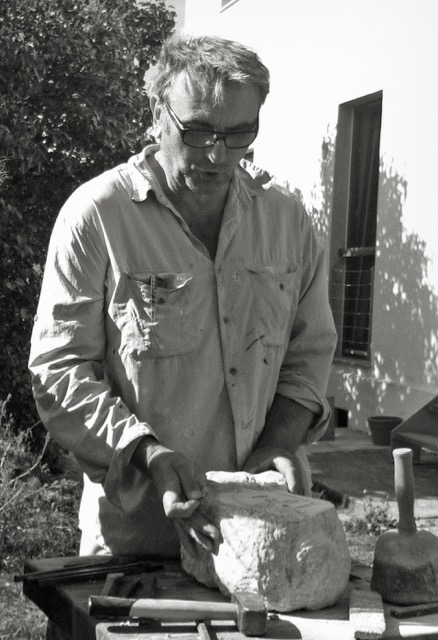
Thomas K. Müller (2018)

Thomas K. Müller (geboren am 20. September 1962 in Leipzig) ist ein deutscher Bildhauer und Zeichner. Er lebt in Hagen (Lohme) auf Rügen.

## Leben
Thomas K. Müller wuchs in Leipzig auf und absolvierte nach dem Abitur im Jahr 1983 zunächst eine Ausbildung als „Steinmetz in der Denkmalpflege in Leipzig“. 1989 wurde er zum Studium an der Kunsthochschule Berlin im Fachbereich Bildhauerei zugelassen. Wichtige Lehrer waren Rolf Biebl, Baldur Schönfelder und Norbert Blum, Betreuer im Diplomjahr war Rolf Szymanski von der Hochschule der Künste. 1994 schloss er das Studium mit Diplom ab. Nach einem Stipendium des DAAD für einen Studienaufenthalt in Lissabon im Jahr 1995 war er als freier Bildhauer und Zeichner in Berlin tätig, parallel zum Meisterschülerstudium bei Baldur Schönfelder, das er 1996 beendete.
Ab 2001 unterrichtete Müller Grundlagen der Bildhauerei an der Kunsthochschule Berlin-Weißensee und in den Jahren 2002 und 2003 im Rahmen der Sommerakademie Bremen das Fach Porträtplastik. Ebenfalls 2002 begann er mit künstlerischen Projekten im Bereich der Kinder- und Jugendarbeit, so etwa der künstlerischen Betreuung der Werkstatt für plastisches Gestalten an der Kurt-Schwitters-Oberschule in Berlin. 2012 hatte er zusammen mit der Bildhauerin Ev Pommer die Projektleitung des Programms Kulturagenten für kreative Schulen inne.
Im Jahr 2015 zog Müller zusammen mit seiner Lebensgefährtin Sabine Korneli aus Berlin-Pankow in den Lohmer Ortsteil Hagen auf Rügen, wo er ein Atelier und eine Galerie unterhält.

## Werk
Thomas K. Müller ist in seinem Gesamtwerk der klassischen Bildhauerei verpflichtet, der Großteil seiner Werke besteht aus mittelformatigen bis lebensgroßen Figuren für Innen- und Außenräume. Neben dem Modellieren in Ton und Gips nutzt er abtragende Verfahren bei Arbeiten an Stein und Holz, die entweder als eigenständige Kunstwerke bestehen bleiben oder in Beton, Bronze und Eisen umgegossen werden.

### Frühe Skulpturen: 1994–1999

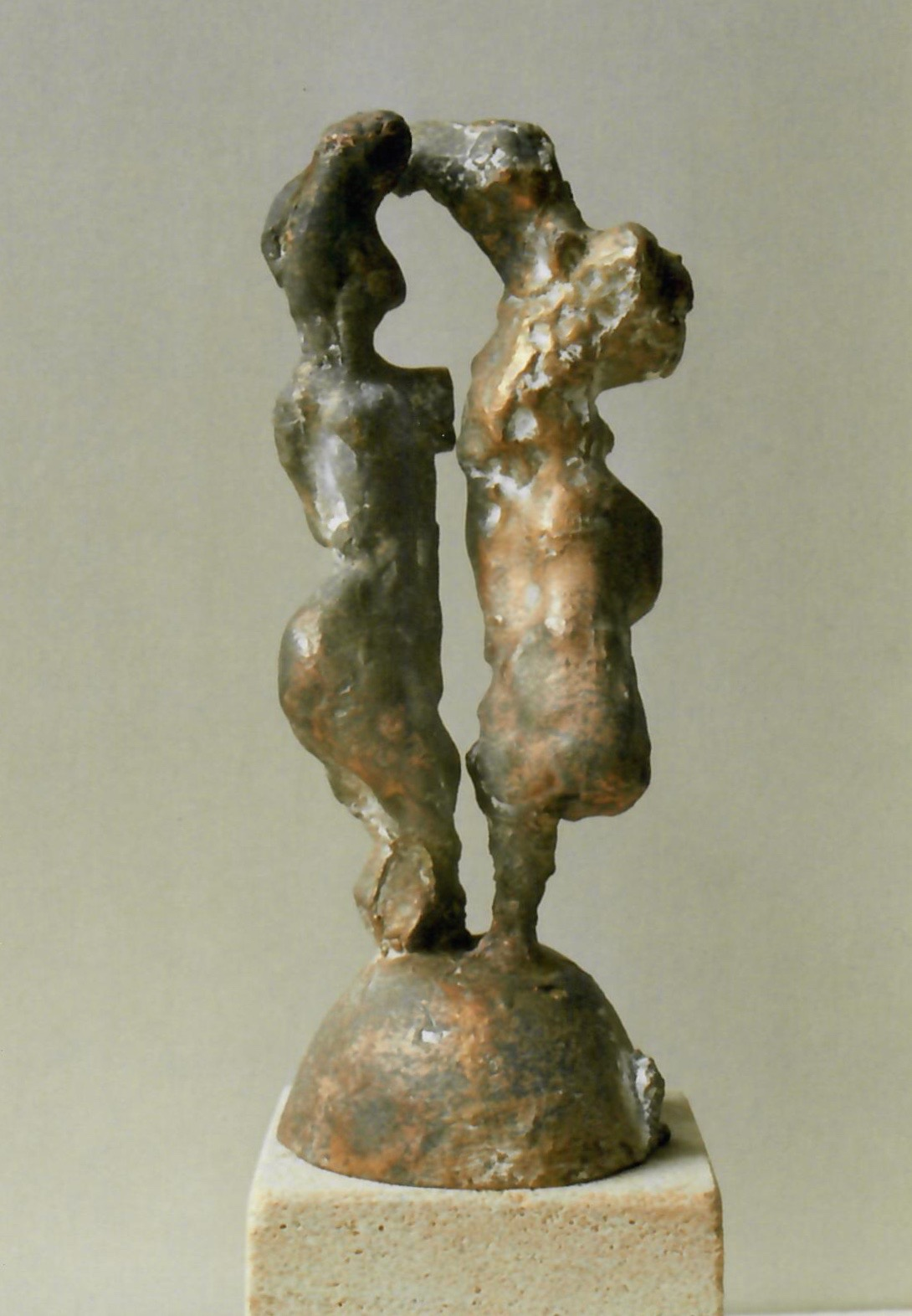
Der Tanz (1994)

Noch während des Studiums, im Jahr 1994, beteiligte sich Müller an einer Gruppenausstellung von Absolventen der Hochschule der Künste und der Kunsthochschule Berlin-Weißensee in der Galerie im Berliner Abgeordnetenhaus. Dort wurde eine Bronze gestohlen, die Teil seines Ausstellungsbeitrags bildete, Der Tanz. Der Fall wurde nie aufgeklärt und der Abguss gilt seitdem als verloren. Neben dem gestohlenen Werk zeigte er weitere anthropomorphe Kleinplastiken aus Bronze, darunter die Figur Kleine Vogelfrau. 1997 war er Preisträger beim Wettbewerb Kunst statt Werbung zum Thema Privat der Neuen Gesellschaft für Bildende Kunst in Berlin mit einer Collage aus historischen Fotos einer unbekannten Berliner Familie, die er auf dem Flohmarkt erworben hatte. 1997 stellte er zusammen mit weiteren Kunsthochschulabsolventen Großplastiken aus Gips und Stahl in der Bundeskunsthalle in Bonn aus.
1998 zeigte Müller frühe Plastiken in Verbindung mit neuen Werken in einer Gemeinschaftsausstellung mit dem Berliner Maler Philipp Schack im Schul- und Bethaus Altlangsow im Oderbruch in Brandenburg, einem Kunstraum unter der Schirmherrschaft von Sylvia Hagen und Werner Stötzer. „Müller und Schack ließen sich in einem vierwöchigen Arbeitsaufenthalt in Altlangsow von Landschaft und Leuten inspirieren“, so Doris Steinkraus in der Märkischen Oderzeitung. Anita Wünschmann beschreibt Müllers Formensprache in diesem Zusammenhang in der Märkischen Oderzeitung: „Die surreal anmutende Formensprache von Thomas K. Müller liest sich am deutlichsten aus seiner fünf Torsi umfassenden Tanzgruppe ab: Vor Spannung berstende Körper tragen zugleich ein bedrückendes Moment der Schlaffheit in sich. Eisen stabilisiert nicht nur die Gipsskulptur, sondern ragt bedeutungstragend aus ihr heraus.“ Doris Steinkraus sieht „den Automatismus beim Entstehungsprozess, das flüchtig Skizzenhafte, den subjektiven Einfall, die Spontaneität des Entwurfs“ betont. „Modellieren und Zerspalten, Zusammenfügen, Zerstören und Stürzen“ seien „gleichberechtigte Vorgänge in seinem Schaffensprozess, wobei er das Modellieren“ bevorzuge.
1999 wurde er zu einem Beitrag zur Ausstellung Figur Alphabet – verborgene Botschaften II im Kunstmuseum Kloster Unser Lieben Frauen Magdeburg eingeladen. Die Ausstellung schloss an eine Bestandsaufnahme ostdeutscher Plastik zwischen 1947 und 1993 an, in diesem Fall mit der Zielrichtung, „Tendenzen figürlicher Kunst der 80er und 90er Jahre“ zu zeigen. Müller brachte puppenhaft anmutende Figuren aus Gips und Metall in die Kunstschau ein, darunter das Werk Wir bleiben in Kontakt.

### Baukunst und Auftragswerke ab 2000

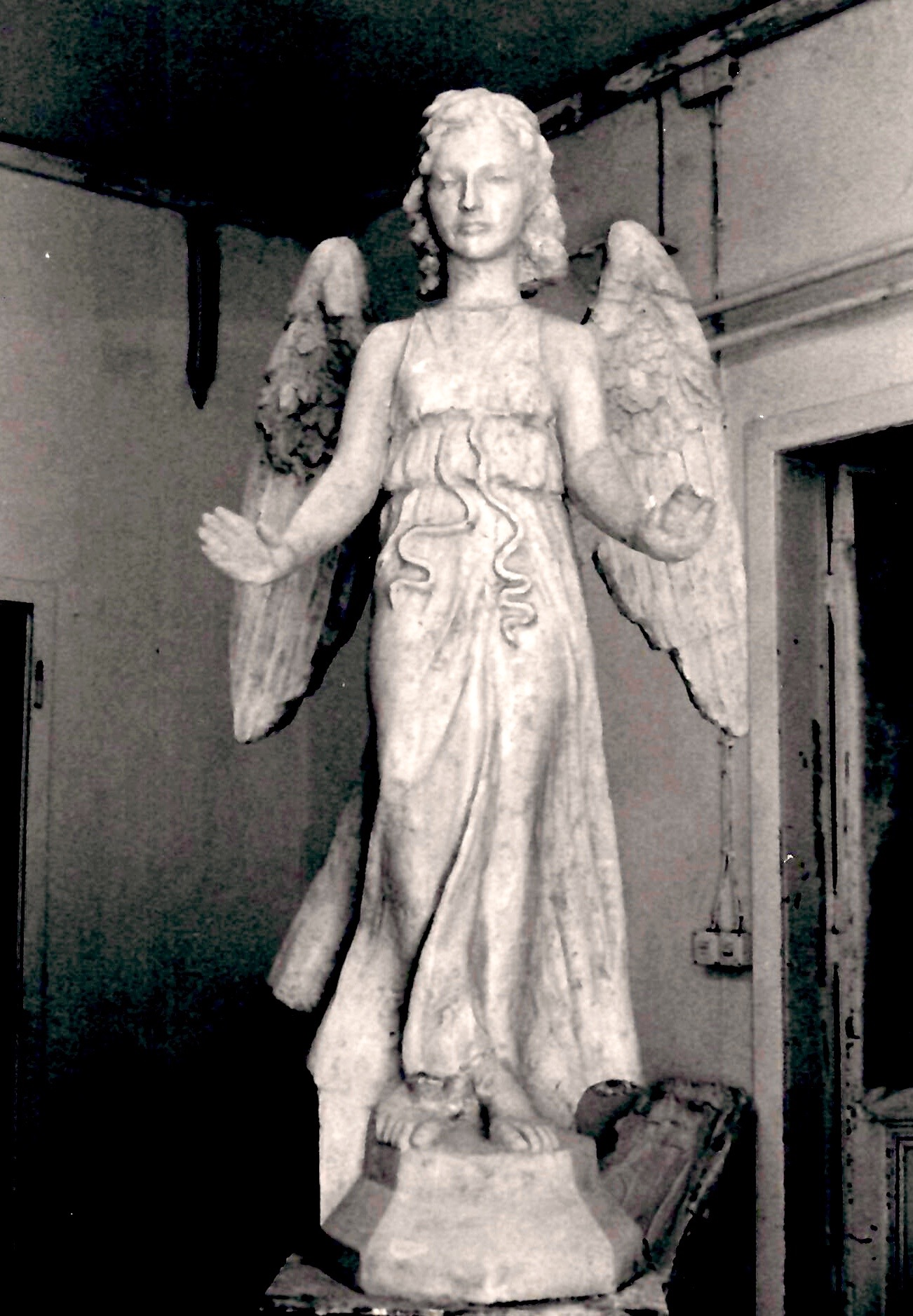
Engel von Weißensee, Atelierzustand (2006)

Im Jahr 2004 gewann Müllers Entwurf beim Wettbewerb Kunst am Bau der Stadt Leipzig für die künstlerische Gestaltung des Gebäudes der Fakultät für Biowissenschaften, Pharmazie und Psychologie der Universität Leipzig in der Talstraße 33. Die Glas- und Lichtinstallation Zwischen dem Licht oder der transluzide Garten wurde im Jahr 2005 umgesetzt. Unter Bezug auf die Nutzung des Gebäudes stellt die Installation im Treppenhaus eine Parallele zur historischen Vitrinenkultur „als Repräsentationsmittel für wissenschaftliche Darstellungen“ her.
In den Jahren 2005 bis 2015 arbeitete Müller neben der freien künstlerischen Arbeit an der Restaurierung von Bauschmuckelementen, vorwiegend an Fassaden im Bereich der denkmalpflegerischen Arbeit. Besonders hervorzuheben sind die nach dem Vorbild von Naturfotografien Karl Blossfeldts neu gestalteten Fassadenelemente am Wohnhaus Blossfeldts in Berlin-Charlottenburg (2005) und die Rekonstruktion einer zerstörten Portalfigur am Gebäude der Stephanus-Stiftung in Berlin-Weißensee, Der Engel von Weißensee (2006). Die Portalfigur hat eine Höhe von 160 cm und wurde im Betongussverfahren umgesetzt.

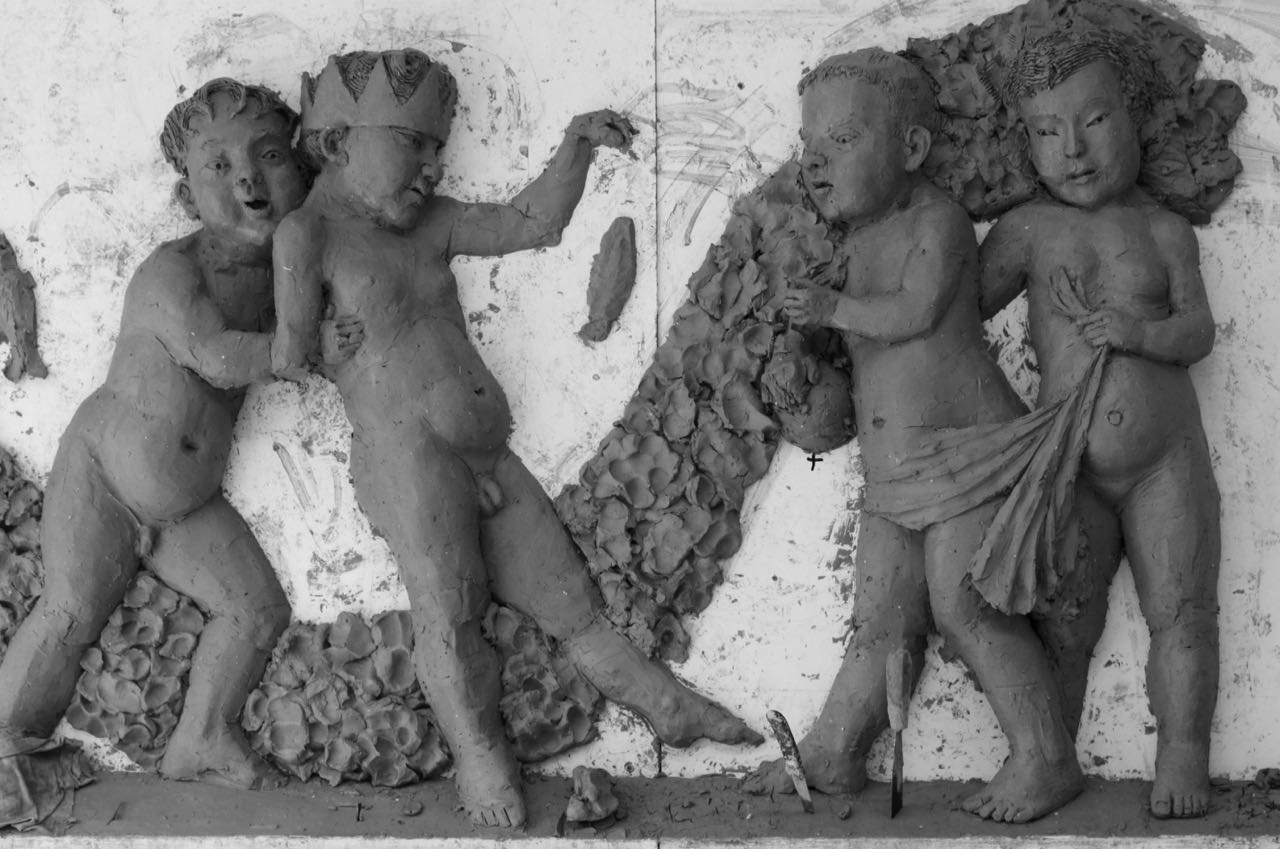
Ausschnitt Trieselmann-Fries im Arbeitszustand, Ton (2011)

Im Jahr 2006 wurde Müller darüber hinaus von Christina Rau, der Witwe des 8. Bundespräsidenten der Bundesrepublik Deutschland, Johannes Rau, mit der Gestaltung eines Grabmals für Johannes Rau auf dem Dorotheenstädtischen Friedhof in Berlin-Mitte beauftragt. Müller fertigte den Entwurf der Grabanlage und stellte das Bronze-Porträtrelief her.

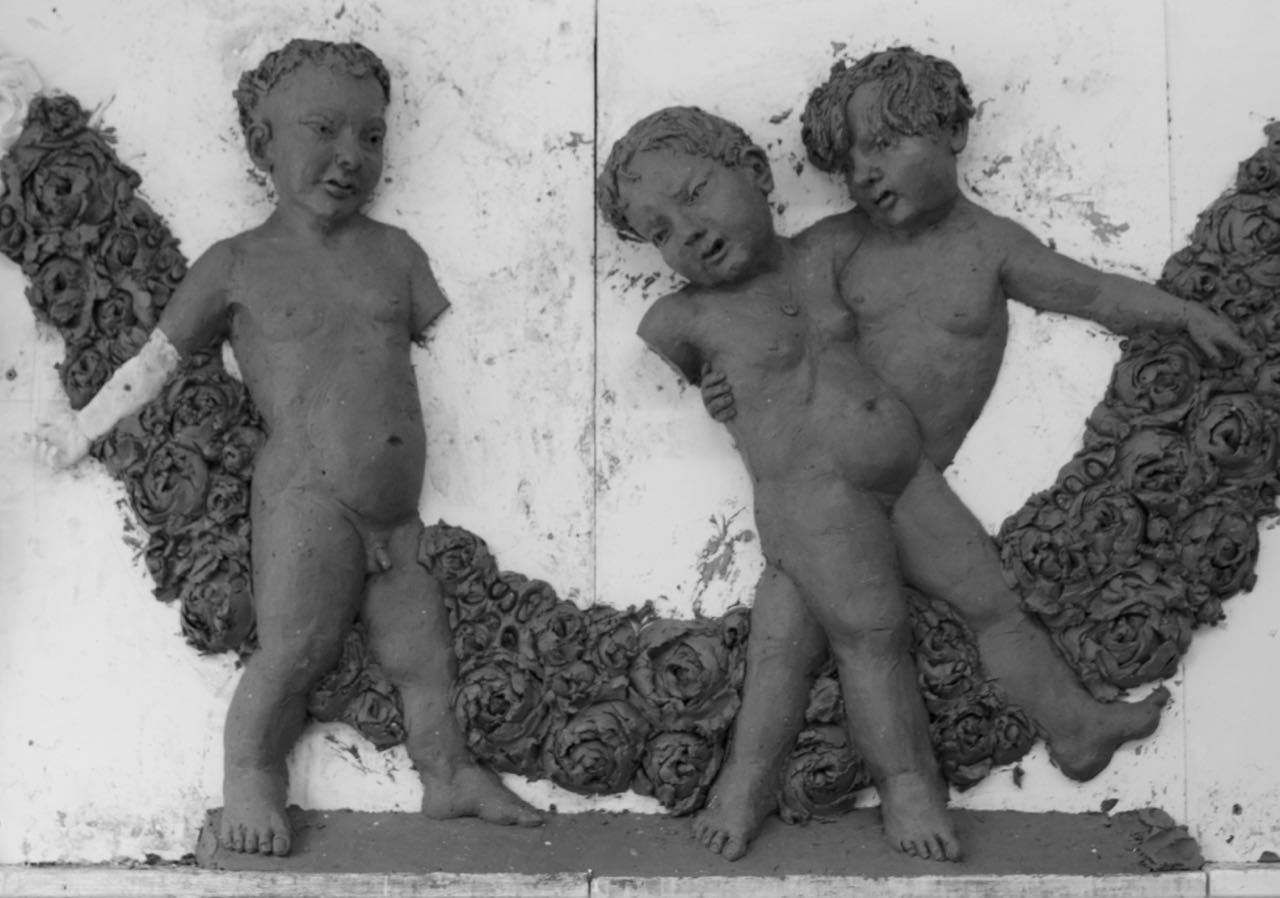
Ausschnitt Trieselmann-Fries im Arbeitszustand, Ton (2011)

2008 begann Müller mit einer privaten Auftragsarbeit, einem historisierenden Figurenrelief, dem Trieselmann-Fries, in einer 1904 erbauten Villa in Berlin-Nikolassee auf 28 m Länge und 1 m Höhe. Die rund 60 Figuren wurden von ihm im Atelier in Ton modelliert, in Stuckgips umgegossen und anschließend vor Ort montiert und überarbeitet. Die Arbeiten an dem Fries dauerten 4 Jahre und wurden 2012 abgeschlossen. Es stellt den Verlauf eines Jahres figürlich dar – vom Erwachen im Frühling, über Ostern, Karneval, Tanz, Fruchtbarkeit, Ernte sowie das Ermüden im Herbst. Die Darstellung der Figuren oszilliert zwischen dem Abbild von Putten, mythischen Zwergen und kleinen Erwachsenen. Damit entsteht eine surreale, zeitgemäße Anmutung.
Im Jahr 2010 wurde er mit einer Büste (Bronze) des ehemaligen Präsidenten des Berliner Abgeordnetenhauses, Reinhard Führer, für die Büstengalerie des Abgeordnetenhauses von Berlin beauftragt. Die künstlerische Arbeit, bei der Reinhard Führer im Atelier Müllers Porträt saß, wurde mit der Kamera begleitet und Müller zum Schaffensprozess befragt. Der Dokumentarfilm Reinhard Führer – Ein Filmporträt (D 2010) in der Regie von Silja Woelk hatte seine Uraufführung im Rahmen des Festaktes zur Einweihung der Porträtbüste im Abgeordnetenhaus.

### Galerie Forum Amalienpark und Galerie Uhleck Hagen ab 2012

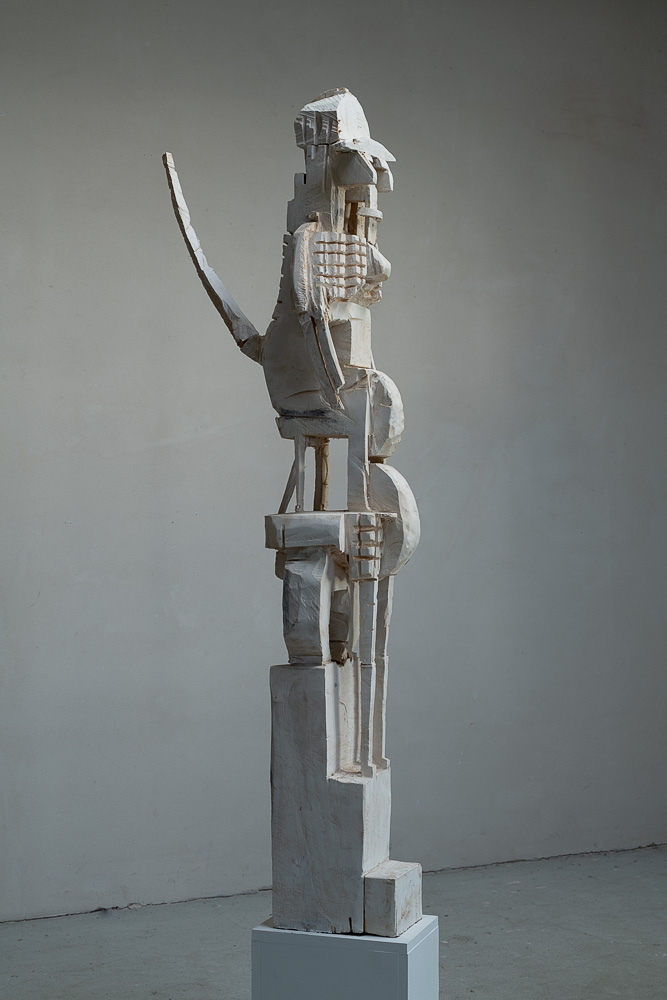
Holzskulptur Primat privat (2014)

Seit 2012 ist Müller Mitglied des Vereins Kunst und Literatur Forum Amalienpark e. V. in Berlin-Pankow, als Teil der Pankower Künstlergruppe, gegründet auf Initiative des Verlegers und Schriftstellers Gerhard Wolf, die gemeinschaftlich die Galerie Amalienpark – Raum für Kunst betreibt. Im Jahr 2013 kuratierte er dort die Ausstellungen Raum #4 mit eigenen Werken sowie Werken von Dirk Richter, Alexander Sgonina und Ev Pommer und Ich und Ich. Selbstbildnisse. Das Ausstellungsprojekt eingefroren. Ein Kunstprojekt zur Polarforschung aus dem Jahr 2019, an dem Thomas K. Müller mit Werken beteiligt war, verband künstlerische Arbeiten mit einem Austausch zu aktuellen wissenschaftlichen Untersuchungen in Bezug auf die Klimaveränderung an den Polen. Es entstand in Kooperation mit dem Alfred-Wegener-Institut des Helmholtz-Zentrums für Polar- und Meeresforschung.
Nach seinem Umzug auf die Insel Rügen eröffnete Müller in einem Teil seiner Werkstatt im Jahr 2018 die Galerie Uhleck Hagen, in der neben seinen eigenen Werken auch wechselnde Ausstellungen anderer Künstlerinnen und Künstler zu sehen sind. So stellten dort unter anderem bisher die Maler Martin Enderlein, Sibylle Prange, Annette Gundermann und Rocco Hettwer sowie der Bildhauer Dirk Richter aus. Die Galerie betreibt Müller gemeinsam mit Sabine Korneli.

## Sommerakademie für Kunst Rügen
Seit September 2017 betreibt Müller zusammen mit seiner Lebensgefährtin, der Theaterwissenschaftlerin Sabine Korneli, in Hagen jährlich die Sommerakademie für Kunst Rügen. Sie richtet sich mit Kursen aus dem Bereich der Kunst an interessierte Laien. Öffentliche Veranstaltungen im Rahmen der Sommerakademie werden in Kooperation mit der Gemeinde angeboten. In der Eröffnungssaison 2017 traten unter anderem Liedermacher Wenzel und Schriftsteller Matthias Wegehaupt auf. Die Erfahrungen mit der Bremer Sommerakademie, die intensive gemeinsame Arbeit und der darüber hinausgehende, kategorienübergreifende Austausch in einem zeitlich begrenzten Workshop-Rahmen, inspirierten Müller zu diesem Format. In Rückbesinnung auf Vorbilder wie Caspar David Friedrich, Volkmar Herre oder Lyonel Feininger, die die Natur auf Rügen als Inspirations- und Anknüpfungspunkt für künstlerische Arbeiten betrachteten, „sei die Auseinandersetzung mit der Landschaft, aber auch mit den Menschen ... ein wichtiger Teil des Konzeptes“, so Korneli in einem Interview mit Petra Gieffers.

## Rezeption
Ulla Martinson beschreibt Thomas K. Müllers Arbeiten als „Selbstbefragung und Ironisierung zugleich“. Müller besitze die Fähigkeit, „in seinen Arbeiten einen gültigen plastischen Ausdruck sowohl für persönlich Erfahrenes als auch Atmosphären unseres Seins zu finden“. Sie sieht in seinen Skulpturen „ein Zusammenspiel von belebender Unregelmäßigkeit und reiner Formprägung; Torso und Fragment, Skulpturen mit rauhen Oberflächen, ob in Gips, als Bronze oder in Marmor, sind Zeichen einer Materialitäts- und Formensprache, die nicht mehr aus der Tradition mimetischer Wiedergabe stammt“. (S. 5–6). Müllers „Misstrauen“ gelte „dem abgeschlossenen Werk, dem Fertigprodukt. Für ihn gibt es kein Festhalten an ästhetischen Autoritäten, diese können bestätigt oder eben gestürzt werden. Wobei gerade durch den Akt der Zerstörung (Großer Frauenträger) die Skulptur ihre Identität ändert und eine neugewonnene Dimension sichtbar wird (FrauenTrägerSturz)“.
Baldur Schönfelder schreibt: „Der Grundduktus seiner Formenwelt ist von Innen heraus drängend, ist von gewachsener, von organischer Art. Seine Figuren haben einen durchweg kreatürlichen Habitus: entfernte Bekannte, Abkömmlinge einer unbestimmten Species, gebärdenreich, geheimnisvoll, verschwiegen.“ Müller „baut, ja zwingt seine oftmals schwer lastenden, großförmig, großkonturig angelegten Figuren gleichsam in den Raum hinein. Er ist ein rundum Plastiker. Seine Figurenschöpfungen sind allansichtig, sie sind im dreidimensionalen Verständnis vollständig ‚rund‘ empfunden. Diese ... Seite ... macht es ... einsichtig, warum er sich zu Gerüstdraht, zu Ton und Gips hingezogen sieht.“

## Auszeichnungen
- 1997 Preisträger beim Wettbewerb Kunst statt Werbung zum Thema Privat der Neuen Gesellschaft für Bildende Kunst Berlin
- 1998 Förderstipendium der Käthe-Dorsch-Stiftung Berlin[4]
- 2000 Aufenthaltsstipendium Künstlerhaus Lukas, Ahrenshoop[32]
- 2004 Gewinner Kunst-am-Bau-Wettbewerb der Stadt Leipzig für die künstlerische Gestaltung des Gebäudes der Fakultät für Biowissenschaften, Pharmazie und Psychologie der Universität Leipzig in der Talstraße 33

## Werke (Auswahl)

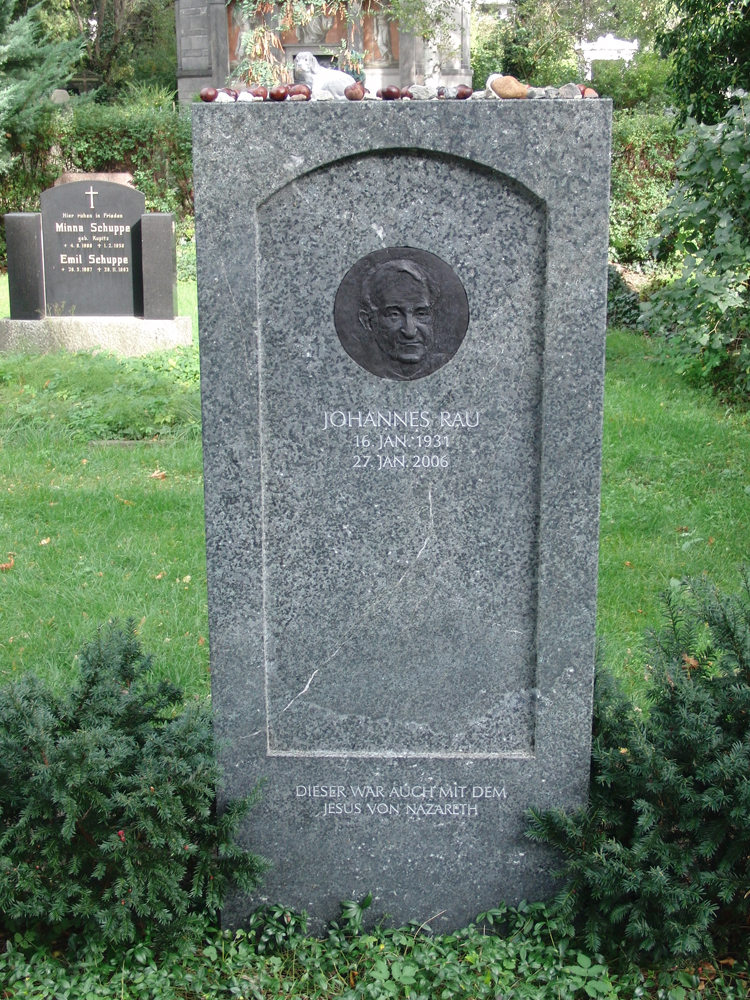
Grabmal von Johannes Rau auf dem Dorotheenstädtischen Friedhof in Berlin

- 2005 Glas- und Lichtinstallation Zwischen dem Licht oder der transluzide Garten im Treppenhaus der Fakultät für Biowissenschaften, Pharmazie und Psychologie der Universität Leipzig
- 2005 Plastische Objekte für die Fassade des Karl-Blossfeldt-Hauses in der Knesebeckstraße 32 in Berlin
- 2006 Engel von Weißensee, Rekonstruktion einer zerstörten Portalfigur am Gebäude der Stephanus-Stiftung in der Albertinenstraße 20 in Berlin-Weißensee
- 2006 Grabmal mit Porträt für Johannes Rau auf dem Dorotheenstädtischen Friedhof in Berlin[33]
- 2008–2012 Trieselmann-Fries in einer 1904 erbauten Villa in Berlin-Nikolassee auf 28 m Länge und 1 m Höhe
- 2010 Büste (Bronze) des ehemaligen Präsidenten des Berliner Abgeordnetenhauses, Reinhard Führer, für die Büstengalerie des Abgeordnetenhauses von Berlin[18]

## Ausstellungen (Auswahl)

### Einzelausstellungen
- 2002 Im gelben Garten I, Galerie Saite, Dresden
- 2003 Im gelben Garten II, Galerie im Turm, Berlin
- 2008–2009 SIE/ER und das Prinzip, Galerie Volapük, Berlin
- 2020 Zwerge, Puppen und andere Weggefährten, Galerie Uhleck Hagen, Rügen

### Gruppenausstellungen
- 1995 Hauptsache Kunst, Galerie im Parlament, Abgeordnetenhaus Berlin
- 1997 Kunststudenten stellen aus. 13. Bundeswettbewerb 1997, Kunst- und Ausstellungshalle der Bundesrepublik Deutschland, Bonn
- 1998 Götzenboot und Vogelfrau, zus. mit Philipp Schack, Schul- und Bethaus Alt-Langsow (Brandenburg)
- 1999 Objekt – Zeichen – Landschaft, zus. m. René Neuer, Simone Neidhardt und Hans Hoepfner, Friedersdorfer Kunstspeicher
- 2000 Bilder – Skulpturen, Galerie Parterre, zus. mit René Neuer, Berlin
- 2001 Galerie J. Pohl mit H. Deparade, Berlin
- 2004 Berliner Eisenguß, Märkisches Museum, Berlin
- 2003 Nachbarn. 10 Jahre Galerie Joachim Pohl, Galerie Pohl, Berlin
- 2005 Galerie Himmelreich, mit Uschi Niehaus, Magdeburg[34]
- 2007 Das dritte Gesicht, Galerie Parterre, Berlin
- 2009 Baldur Schönfelder und Absolventen der Kunsthochschule Berlin-Weißensee, Galerie Parterre, Berlin
- 2011 Herberge 11, Klosterruine, Berlin[35]
- 2012 Zwischenraum, Galerie Presspunkt, Dresden
- 2012 Herberge 12, Klosterruine, Berlin
- 2012 Zeichnungen, Malerei, Skulptur, Galerie Pohl, zus. mit Bernd Schlothauer, Berlin
- 2013 Art-Figura 2013. 5. Kunstpreis der Stadt Schwarzenberg. „Säge mir ein liebes Wort“, Museum Schloss Schwarzenberg[36]
- 2013 Monumental. 20. Leipziger Jahresausstellung, Westwerk Leipzig[37]
- 2013 Raum #4, als Kurator und Künstler, Galerie Forum Amalienpark Berlin
- 2013–2014 Ich und ich. Selbstbildnisse, als Kurator und Künstler, Galerie Forum Amalienpark Berlin
- 2014 Da fing ich an zu singen ... Schüler und Künstler zu Liedern aus „Stadt der Engel oder The Overcoad of Dr. Freud“ von Christa Wolf, Galerie Forum Amalienpark Berlin
- 2018 Malerei – Skulptur, zus. m. Martin Enderlein, Galerie Uhleck Hagen, Rügen
- 2019 Eingefroren. Ein Kunstprojekt zur Polarforschung 2020, Galerie Forum Amalienpark, Berlin[23]
- 2021 Wahlverwandtschaften, Galerie Forum Amalienpark, Berlin
- 2022 Puppenspuren, Galerie Forum Amalienpark, Berlin

## Publikationen
- Carola Ludwig (Hrsg.): Privat: Projekt und Wettbewerb der Künstlerinnen-Initiative Kunst statt Werbung, NGBK Berlin 1997.
- Kulturamt Prenzlauer Berg von Berlin (Hrsg.): Try 4. Arbeiten von Künstlern um dreißig. Berlin 1998.
- Thomas K. Müller: Über meine Arbeit mit der Figur. In: Renate Hagedorn, Matthias Puhle (Hrsg.): Figur Alphabet: Tendenzen figürlicher Kunst der 80er und 90er Jahre. Verborgene Botschaften. II, Magdeburg 1998, ISBN 978-3-930030-39-2, S. 57, sowie Abb. S. 45–48.
- Thomas K. Müller: Thomas K. Müller: Skulptur – Plastik – Zeichnung 1994–1999. Eine Auswahl. Katalog, Berlin 1999.
- Thomas K. Müller. In: Joachim Pohl (Hrsg.): 10 Jahre Galerie Joachim Pohl. Berlin 2003, S. 22–23.
- Thomas K. Müller. In: Leipziger Jahresausstellung e. V. (Hrsg.): Monumental. Katalog der 20. Leipziger Jahresausstellung. Passage-Verlag, Leipzig 2013, S. 40–41.
- Thomas K. Müller. In: Große Kreisstadt Schwarzenberg (Hrsg.): Art-Figura 2013. 5. Kunstpreis der Stadt Schwarzenberg. „Säge mir ein liebes Wort“. Schwarzenberg 2013, S. 104–105.
- Thomas K. Müller. Katalog, Berlin 2014.
- Reinhard Führer. Thomas K. Müller. In: Der Präsident des Abgeordnetenhauses von Berlin Referat Öffentlichkeitsarbeit (Hrsg.): Büstengalerie. Berlin 2016, ISBN 978-3-922581-19-2, S. 22–23.
- mit Sabine Korneli (Hrsg.): Thomas K. Müller. Mittelwerk 2000–2022. Hagen 2022, ISBN 978-3-00-073955-2.